# Klaus Gesing
Klaus Gesing (Düsseldorf, 13 december 1968) is een Duitse jazzmuzikant. Hij speelt sopraansaxofoon en basklarinet. Hij woont in Wenen.

## Biografie
Gesing speelde vanaf zijn zeventiende tenorsaxofoon. Hij was lid van het Landesjugendjazzorchester Nordrhein-Westfalen. Van 1990 tot 1995 studeerde hij aan het conservatorium in Den Haag (bij John Ruocco en Leo van Oostrom). Daar leidde hij met Alessandro Di Liberto een kwartet, waarmee hij zijn eerste album opnam (o.a. met Gulli Guðmundsson) en optrad op het North Sea Jazz Festival. Hij richtte hierna een eigen kwartet op, Heartluggage, met Gwilym Simcock, Yuri Goloubev en Asaf Sirkis. Ook begon hij in 1996 een duo met Glauco Venier, dat later met Norma Winstone aangevuld werd tot een trio. Hun album Distances (2007) werd in 2009 genomineerd voor een Grammy. Tevens speelde hij met Fritz Pauer, John Taylor, Enrico Rava, Dave Liebman, Riccardo Zegna, Gabriele Mirabassi, Adelhard Roidinger, Wolfgang Puschnig en de Jazz Big Band Graz (Urban Folktales, 2011).

## Prijzen en onderscheidingen
Gesing won de competitie Jugend jazzt (1988), de solistenprijs van het Middelsee Jazztreffen van 1994 en in 1995 den Van Merlenprijs van de stad Den Haag. Op het internationale jazzfestival Jazz à Vienne werd hij in 1996 uitgeroepen tot de beste solist.

## Discografie (selectie)
- Klaus Gesing, Uli Rennert, Peter Herbert Composition (2000)
- Achim Tang In the Long Run (2002, met Heinrich von Kalnein, Robert Bachner en Christian Salfellner)
- Norma Winstone, Klaus Gesing, Glauco Venier Chamber Music
- Glauco Venier Gorizia (2002, met Kenny Wheeler & pezzè string 4)
- Klaus Gesings Heartluggage (2006)
- Anouar Brahem The Astounding Eyes of Rita (2008)
- Norma Winstone, Klaus Gesing, Glauco Venier Stories Yet to Tell (2010)